# Krzeczewo
Krzeczewo [kʂɛˈt͡ʂɛvɔ] (tiếng Đức: Sonnenburg)  là một ngôi làng ở quận hành chính của Gmina Barciany, thuộc huyện Kętrzyński, Warmińsko-Mazurskie, ở miền bắc Ba Lan, gần biên giới với Kaliningrad của Nga. Nó nằm khoảng 10 kilômét (6 mi) phía tây bắc Barciany, 22 km (14 mi) phía tây bắc Kętrzyn và 70 km (43 mi) về phía đông bắc của thủ đô khu vực Olsztyn.
Trước năm 1945, khu vực này là một phần của Đức (Đông Phổ).